# Gibilterra
Gibilterra (in inglese e spagnolo Gibraltar; pronuncia inglese: /dʒɨˈbɹɒltə/; pronuncia spagnola: /xiβɾalˈtaɾ/) è un territorio d'oltremare del Regno Unito, rivendicato però dalla Spagna. In quanto tale, è inserito nella lista delle Nazioni Unite dei territori non autonomi.
Si trova nell'Europa sudoccidentale, precisamente nel sud della penisola Iberica, all'estremo orientale dello stretto omonimo che collega l'oceano Atlantico e il mar Mediterraneo. A nord confina interamente con La Línea de la Concepción, comune spagnolo in provincia di Cadice (Andalusia). Gibilterra viene considerato dalla Spagna come una vera e propria colonia in territorio europeo, l'ultima esistente. Dal 2021 fa parte dello spazio Schengen.
Un tempo nota come Calpe, una delle Colonne d'Ercole, deve il suo nome alla corruzione del toponimo arabo Jabal Ţāriq (جبل طارق, ossia Monte di Tariq), così chiamato in omaggio a Tariq ibn Ziyad, il condottiero berbero che conquistò la Spagna nel 711.

## Storia

### Preistoria e antichità
Uno scheletro di uomo di Neanderthal fu trovato nel 1848 presso la rocca, otto anni prima della scoperta analoga nella valle tedesca di Neander, e nel 1926 ne fu trovato uno di bambino della stessa specie.
Si sa che i Fenici sbarcarono presso la rocca verso il 950 a.C. e la chiamarono Calpe, così come fu certamente visitata dai Cartaginesi che tuttavia non vi stabilirono alcuna colonia permanente. Alcuni scrittori successivi a Platone si riferirono a Calpe come una delle Colonne d'Ercole: l'altra sarebbe il monte Hacho, dall'altro lato dello stretto, nell'exclave spagnola di Ceuta.
Non si hanno tracce di vestigia romane a Gibilterra, anche se essa fu sicuramente conosciuta dai Romani. Dopo la caduta dell'Impero romano d'Occidente l'area fu attraversata dai Vandali e dai Goti. I primi vi si stabilirono nel periodo dal 414 al 533, quando ne furono scacciati dai Bizantini, a loro volta scacciati verso il 570 dai Visigoti.

### Medioevo
Nel 711 Gibilterra fu conquistata dagli arabi. Il condottiero Tariq ibn Ziyad dal cui nome ha avuto origine il termine Gibilterra, fu il primo a comprenderne l'importanza strategica ai fini della conquista della Penisola iberica. Dopo la conquista della Spagna da parte degli arabi, fu eretta in Gibilterra da questi una fortezza. Nel 1309 Gibilterra viene strappata agli arabi dal re di Castiglia, Ferdinando IV, con l'aiuto di un contingente portoghese del re Dionigi e della flotta aragonese del re Giacomo II, ma nel 1333 il sultano di Granada Muhammad IV, la rioccupò.
Nel 1349 e nel 1350 Gibilterra subì l'assedio delle forze castigliane agli ordini del re Alfonso XI, ma la peste nera, che uccise lo stesso re, ne impedì la riconquista da parte cristiana. Questa ebbe luogo oltre un secolo dopo, nel 1492, ad opera del Duca di Medina Sidonia, come vassallo della Corona di Castiglia; solo nel 1501 la città venne incorporata nel dominio della regina Isabella di Castiglia.

### Età moderna
Nel 1552, su richiesta degli abitanti della città, il re Carlo I di Spagna inviò l'ingegnere italiano Giovan Battista Calvi a rinforzare le difese della città. Fu eretto un lungo bastione di difesa, noto con il nome di muro di Carlo V, una trincea e un ponte levatoio (Landport o Puerta de Tierra). Nel corso della guerra di successione spagnola, il 1º agosto 1704, al ritorno da una spedizione a Barcellona, una flotta anglo-olandese, al comando di sir George Rooke, cinse d'assedio la città. Agli assediati venne richiesta la resa incondizionata e il giuramento di fedeltà all'arciduca d'Austria Carlo (proclamato il 12 febbraio 1703, a Vienna, re di Castiglia e d'Aragona). Il governatore spagnolo Diego de Salinas rifiutò.

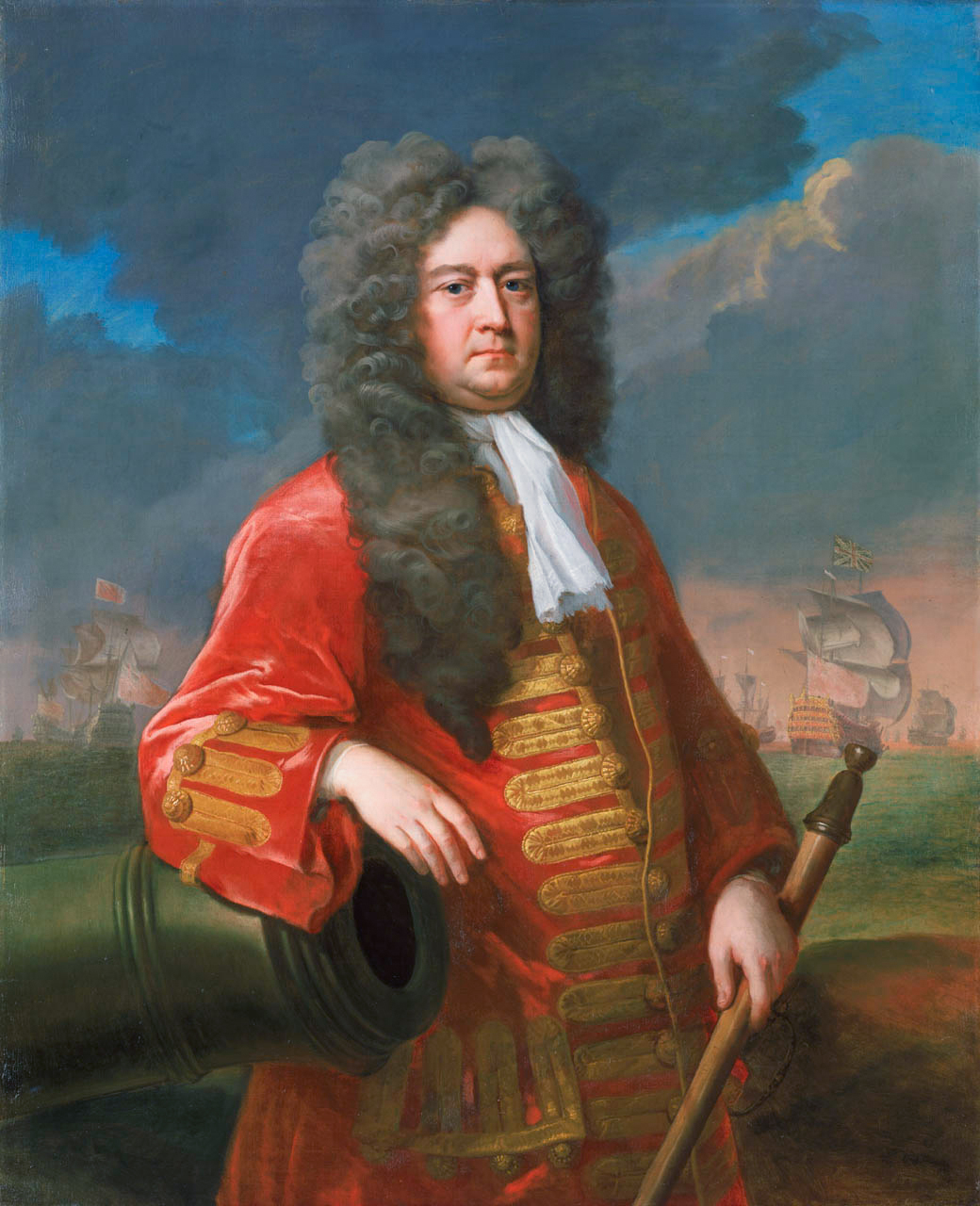
Sir George Rooke.

Il 3 agosto 1704 avvenne la presa di Gibilterra da parte del Regno d'Inghilterra: nella notte fra il 3 e il 4 agosto fanti di marina olandesi, al comando del principe Giorgio di Assia-Darmstadt cominciarono l'assedio terrestre mentre la flotta inglese cannoneggiava le difese della città. Il 4 agosto il governatore spagnolo si arrese al principe di Assia-Darmstadt. Incominciò così, anche se al momento solo de facto, l'occupazione britannica di Gibilterra.

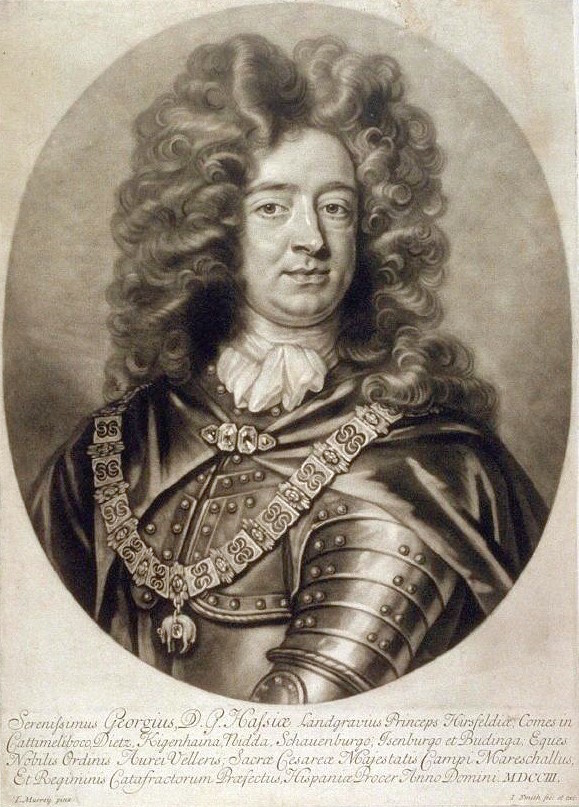
Il principe Giorgio di Assia-Darmstadt (1669-1705)
(Fonte: Archivio nazionale di Darmstadt).

Il 5 settembre 1704 truppe francesi e spagnole, al comando del capitano generale d'Andalusia, Francisco Castillo Fajardo, marchese di Villadarias, posero sotto assedio la città. Questa, al comando dell'ammiraglio inglese sir John Leake e del governatore, principe Giorgio di Assia-Darmstadt, era difesa da una brigata di marina presto rinforzata da 400 Royal Marines. Dopo alterne vicende gli assedianti non riuscirono nel loro intento, anche dopo che il nuovo re di Spagna Filippo V aveva sostituito al comando delle truppe assedianti il marchese di Villadarias con il maresciallo di Francia de Tessé: il 31 marzo 1705 l'assedio fu levato.
Il territorio venne infine ceduto alla Gran Bretagna dalla Spagna con il Trattato di Utrecht del 1713, come parte degli accordi a conclusione della Guerra di successione spagnola. In quel trattato, la Spagna cedeva alla Gran Bretagna « [...] la piena e intera proprietà della città e del castello di Gibilterra, unitamente al porto, alle mura, e ai forti circostanti... per sempre, senza eccezioni o impedimenti di sorta».
Ciò nonostante, il trattato stipulava che nessun commercio terrestre si sarebbe svolto tra Gibilterra e la Spagna, con l'eccezione delle forniture di emergenza in caso Gibilterra non avesse potuto rifornirsi per mare. Un'altra condizione della cessione era che « [...] nessun permesso doveva essere dato ai Giudei o ai Mori, di risiedere o avere dimora nella detta città di Gibilterra». Se la Gran Bretagna avesse deciso di vendere Gibilterra, alla Spagna era garantito il diritto di primo acquisto.
È importante notare che il Trattato attribuiva all'Inghilterra la proprietà della Rocca, ma non ne cedeva la sovranità. Ciò sarà poi alla base della controversia su Gibilterra fra Spagna e Gran Bretagna. Più tardi la Spagna cercò a più riprese di rovesciare le decisioni di Utrecht e allo scoppio della guerra anglo-spagnola del 1727 il re di Spagna, Filippo V, inviò un corpo d'armata di 12 000 soldati (secondo alcuni molti di più, fino a 25 000) al comando del generale Conde de la Torres, che incominciò le operazioni sotto la rocca, difesa da circa 1 500 soldati inglesi, l'11 febbraio 1727.
Poiché la squadra navale inglese del Mediterraneo poteva tranquillamente mantenere i collegamenti con la fortezza assediata, gli spagnoli non riuscirono a isolare la città. Il presidio della fortezza poté essere rafforzato con 5 000 uomini e i rifornimenti erano garantiti dalla flotta al comando del contrammiraglio Charles Wager. Di conseguenza il 12 giugno gli spagnoli sospesero l'assedio. A quella data avevano già perso la vita circa 300 soldati inglesi e 1 500 spagnoli.
Con il trattato di Siviglia (novembre 1729) la Spagna rinunciò a riprendersi Gibilterra, senza tuttavia cederne in termini espliciti la sovranità.
Nel corso della rivolta delle colonie della costa atlantica dell'America del Nord, la Spagna, che era entrata in guerra insieme ai francesi e a fianco dei rivoltosi americani, contro la Gran Bretagna, assediò nuovamente Gibilterra. L'assedio, e il conseguente blocco, durò per tre anni, dal 1779 al 1783. Il 14 settembre 1783 gli inglesi distrussero le batterie galleggianti francesi e spagnole che assediavano la rocca e nel febbraio 1783 incominciarono le trattative preliminari di pace per cui lo stato di assedio cessò.
Dopo il distruttivo Grande Assedio, la città fu quasi interamente ricostruita. Giovanni Maria Boscetti, arrivato a Gibilterra nel 1784 a 25 anni ufficialmente da Milano, in realtà da Graglio, borgo della val Veddasca in provincia di Varese, dove si pensa fosse uno scalpellino o un ingegnere, costruì il Cantiere del Soccorso (completato nel 1812) e molti altri edifici. Boscetti è considerato il responsabile dell'impostazione dello stile della città vecchia, descritto da Claire Montado, amministratore delegato del Gibraltar Heritage Trust, come "porte ad arco in stile militare, rilievi in stucco all'italiana, persiane genovesi, balconi in ferro battuto in stile Reggenza inglese, vetrate e finestre georgiane a ghigliottina e a battente."

### Età contemporanea
In un referendum del 1967 la maggioranza degli aventi diritto votò a favore del mantenimento della sovranità britannica. Ciò venne ribadito con forza nel novembre 2002, quando oltre il 98% dei votanti rigettò la proposta di condivisione della sovranità tra Regno Unito e Spagna. Il giorno del primo referendum (10 settembre) è osservato dal 1992 come la festa nazionale di Gibilterra. 

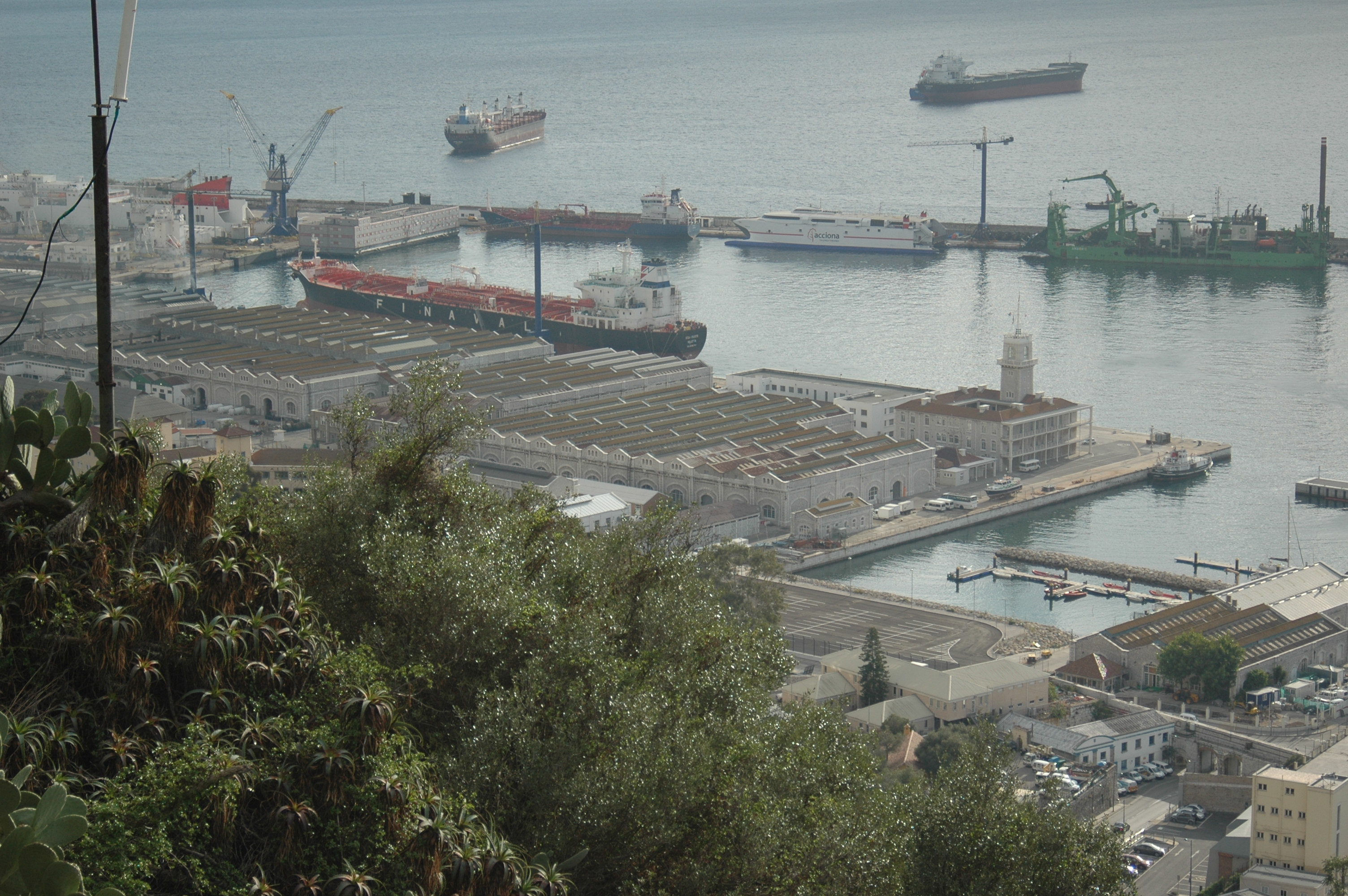
Edifici dell'ex cantiere navale HM, Gibilterra, risalenti all'espansione del 1895.

Gibilterra è un territorio d'oltremare del Regno Unito di Gran Bretagna e Irlanda del Nord; il capo dello stato è il Sovrano del Regno Unito, rappresentato da un Governatore reggente. La legislazione è indipendente da quella del Regno Unito, eccetto per quanto riguarda gli affari internazionali; non fu dunque un membro effettivo dell'Unione europea, ma del trattato di adesione all'Unione europea del Regno Unito.
Nel 1973 Gibilterra entrò nella Comunità Economica Europea, come territorio dipendente, ai sensi dell'articolo 277 del Trattato di Roma, ma è stata esclusa, su richiesta del governo locale, dalla tariffa esterna comune, dalla politica agricola comune e dall'imposta sul valore aggiunto.
Le forze militari di stanza a Gibilterra sono l'Esercito Britannico, la Royal Navy e la Royal Air Force; la difesa compete al Regno Unito. In tale ambito fu fonte di tensioni con la Spagna la riparazione nei cantieri di Gibilterra del sottomarino nucleare inglese HMS Tireless, avvenuta nel 2000. Nonostante molte proteste il governo di Gibilterra permise che il lavoro fosse svolto, dopo aver svolto indagini per appurare l'assenza di rischi. Il sottomarino rimase in riparazione a Gibilterra per un anno, fu collaudato con successo e ripartì senza problemi di alcun tipo.
Il 24 giugno 2016, a seguito del risultato euroscettico al referendum consultivo indetto nel Regno Unito sulla permanenza nell'UE, il Ministro degli esteri spagnolo, José García-Margallo y Marfil, sulla scorta del dato elettorale di Gibilterra, la cui popolazione si era espressa per il 95,91% per la permanenza del Regno Unito fra gli Stati membri, dichiarò di voler indirizzare a Londra una nuova richiesta di co-sovranità sul territorio. Le dichiarazioni di Margallo, rintuzzate immediatamente dal Primo ministro del territorio, Fabian Picardo («Gibilterra non sarà mai spagnola, neanche in parte»), vennero tuttavia ridimensionate dall'intervento del Capo del Governo spagnolo, Mariano Rajoy, che ha invitato alla «calma e alla serenità». L'Unione europea appare orientata verso la richiesta di un formale assenso da parte della Spagna per consentire l'applicazione della Brexit anche al territorio gibilterrino.

## Geografia fisica
- Tardo 1939: costruzione di una strada per Gibilterra.

Mappa di Gibilterra.

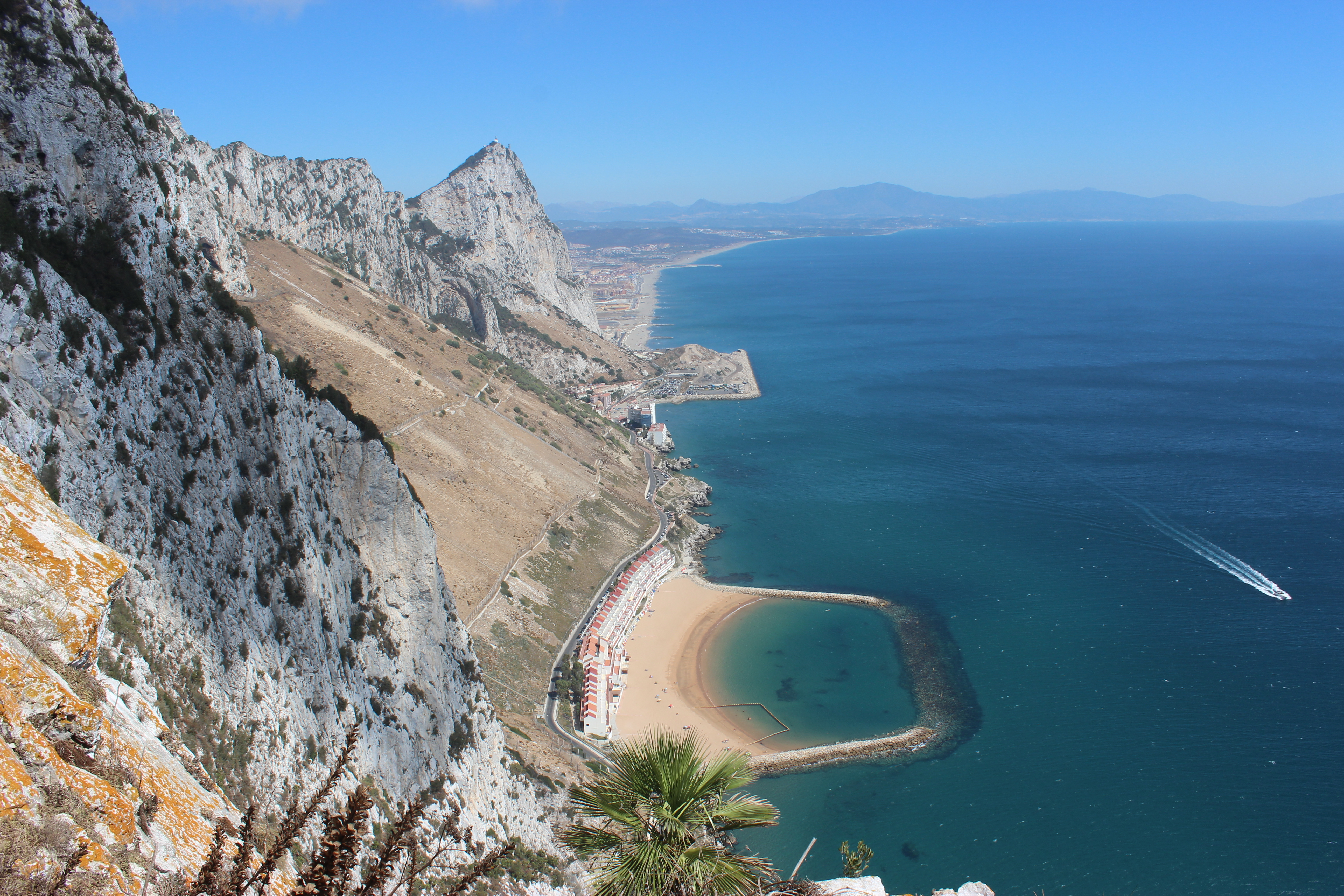
Vista della Rocca di Gibilterra dalla Scala del Mediterraneo.

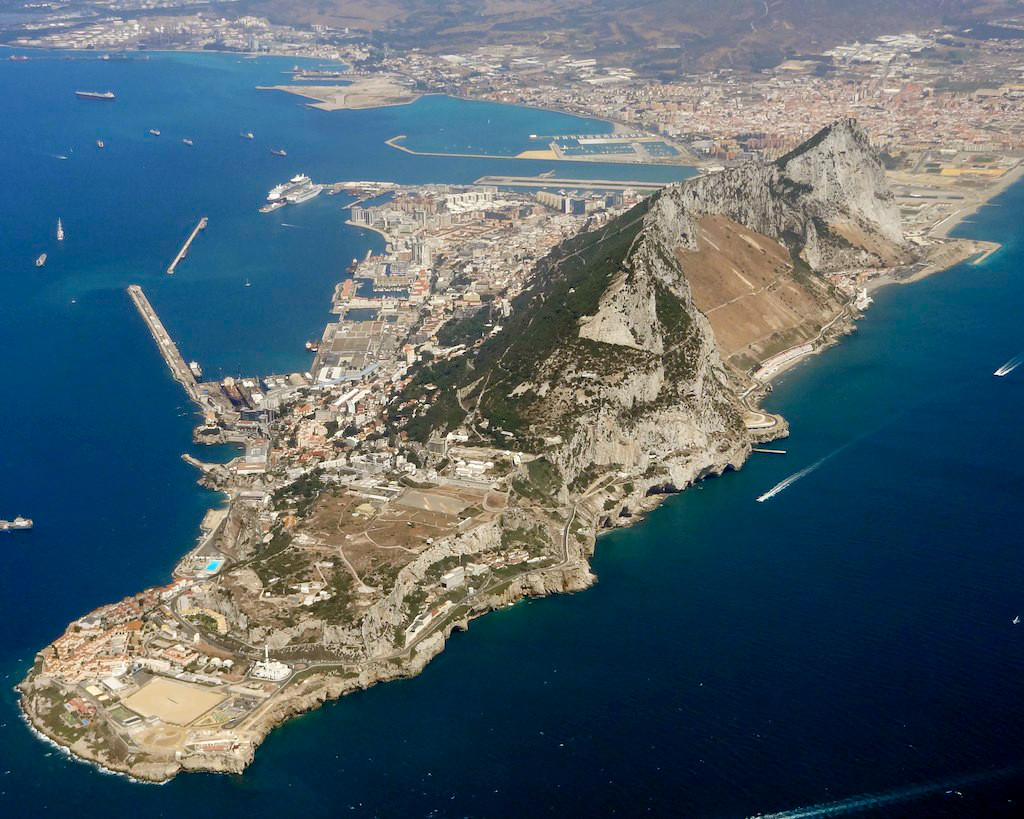
Gibilterra dall'alto, guardando a nord-ovest.

- 9 settembre 1939: lo squadrone № 200 della RAF va a Gibilterra.
- 25 settembre 1939: il Gruppo costiero № 200 viene formato come una formazione subalterna al quartier generale della RAF nel Mediterraneo.
- Giugno 1940: 13.500 abitanti sono evacuati a Casablanca nel Marocco.
- 13 luglio 1940: dopo la creazione della Repubblica di Vichy, i cittadini di Gibilterra ritornano nella loro patria prima di ritrasferirsi.
- Luglio 1940: i cittadini di Gibilterra evacuano sull'isola nell'Atlantico di Madera e a Londra.
- 9 ottobre 1940: 1.093 rifugiati vengono rievacuati in Giamaica.
- 10 marzo 1941: l'operazione Felix, il progetto di invasione tedesco di Gibilterra, diviene l'operazione Felix-Heinrich, che ritarda perché l'Unione Sovietica cade, provocando la fine del piano dell'invasione.
- Tardo 1941: l'operazione Tracer, che è stata progettata vicino a Gibilterra in una delle sue invasioni, viene formulata ed è pronta per essere messa in atto.
- Gennaio 1942: l'operazione Tracer è pronta per essere messa in atto.
- Estate 1942: l'operazione Tracer viene messa in atto.
- Luglio 1942: il tenente generale Dwight D. Eisenhower è nominato come alleato e comandante dell'operazione Torch.
- 5 novembre 1942 Eisenhower arriva a Gibilterra per prendere il comando.
- 4 luglio 1942: un bombardamento da parte della RAF Transport Command riporta a Gibilterra la libertà; muore Władysław Sikorski, militare e leader politico polacco.
- Novembre 1943: la situazione ritorna normale.
- 6 aprile 1944: il primo gruppo di 1.367 persone superstiti arriva a Gibilterra dal Regno Unito.
- 28 maggio 1944: i rifugiati a Madera tornano a Gibilterra.
- 8 maggio 1945: giorno della vittoria in Europa.

Il territorio copre 6,843 km² e condivide 1,2 km di confine territoriale con la Spagna (provincia di Cádice in Andalusia) e ha 12 km di costa. Il clima è mediterraneo con inverni miti ed estati calde.
Il terreno è una piana costiera che circonda la Rocca di Gibilterra (426 metri di altezza).
Le risorse naturali sono trascurabili, così come quelle di acqua potabile. Fino a poco tempo fa venivano usati larghi raccoglitori in cemento o pietra per l'acqua piovana, ma adesso esiste un impianto di desalinizzazione. Lo stretto di Gibilterra assume particolare importanza dal punto di vista morfologico per la soglia sottomarina, alta 324 metri, che impedisce alle correnti fredde dell'Oceano Atlantico di entrare nel Mar Mediterraneo. Uno dei problemi riguardanti la sovranità delle acque comprese tra il Campo di Gibilterra e la stessa penisola sono motivo di accese dispute tra le due nazioni. La Spagna secondo il Trattato di Utrecht non riconosce a Gibilterra alcuna giurisdizione sulle acque circostanti le proprie coste.

### Flora e fauna

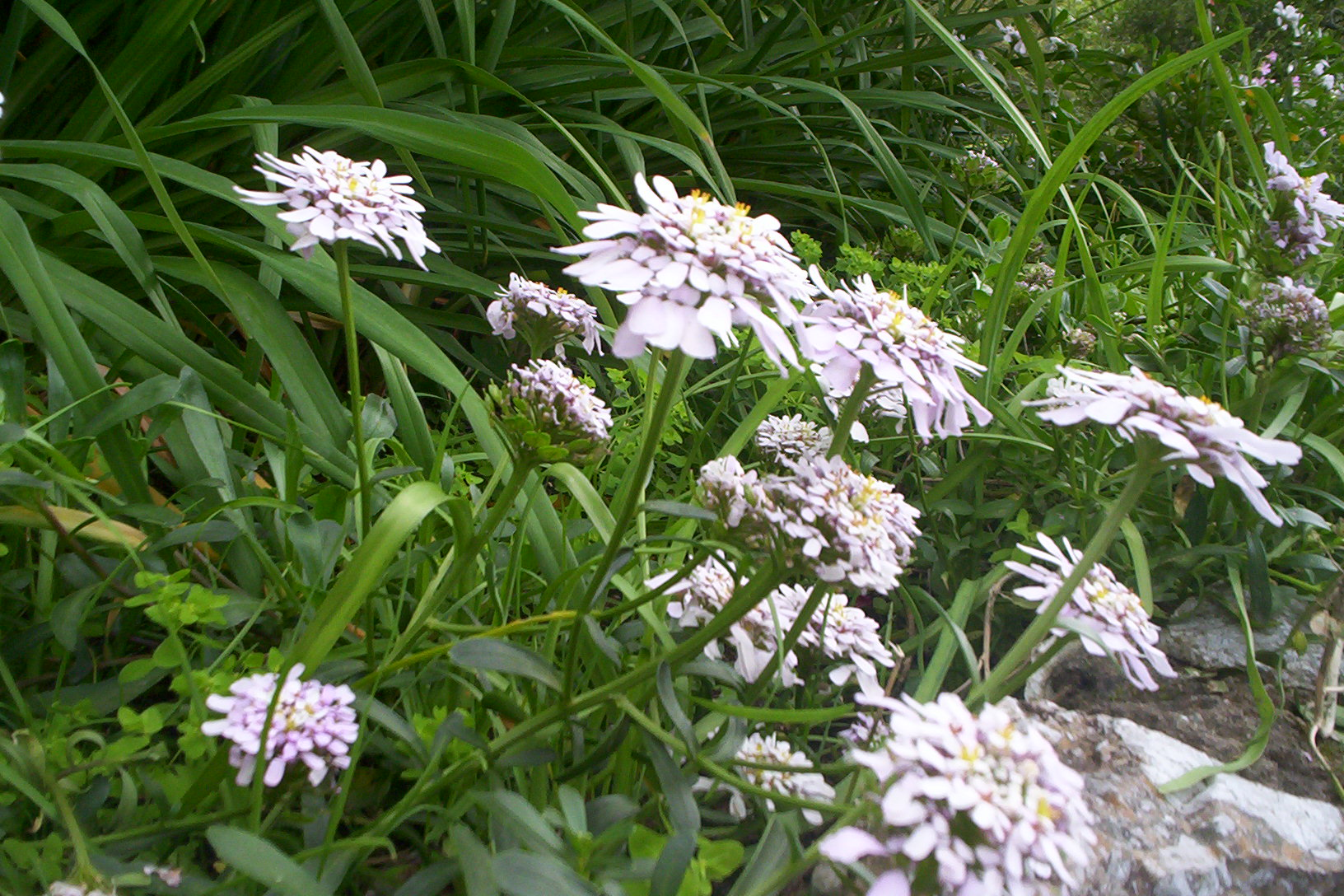
L'Iberis gibraltarica cresce presso i giardini botanici di Gibilterra.

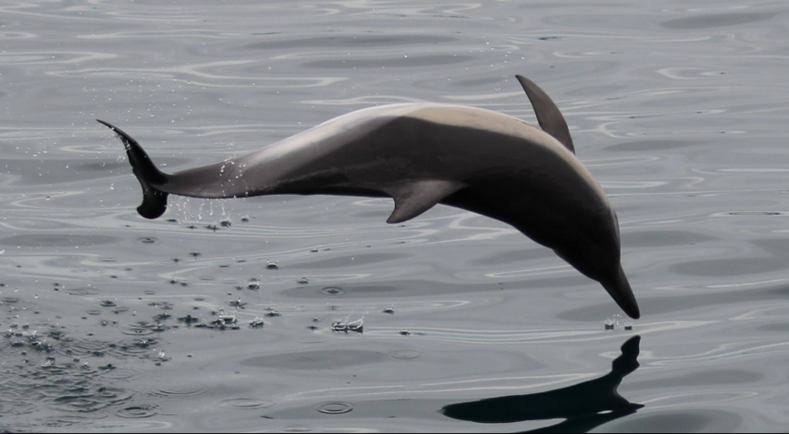
Un delfino comune nella baia di Gibilterra.

A Gibilterra (e in particolare nella parte superiore della Rocca) vivono le uniche scimmie selvagge d'Europa, macachi della specie Macaca sylvanus, scimmie catarrine docili e con una corta coda non prensile, originarie del Sud-est asiatico e dei Paesi magrebini. Secondo la credenza popolare il Regno Unito manterrà il possesso di Gibilterra finché vi saranno presenti le "bertucce di Gibilterra": noto è il ripopolamento con esemplari provenienti da Marocco e Algeria, ordinato nel 1942 da Winston Churchill. La presenza e l'interazione con l'uomo hanno negli anni modificato il comportamento delle scimmie, talvolta con effetti negativi quali: l'abitudine dei turisti a offrire cibo agli animali, da un lato ha causato loro problemi di salute (in quanto gli alimenti spesso non sono adatti), dall'altro li ha resi aggressivi proprio al fine di procacciarsi da mangiare. Nondimeno, l'interazione umana crea stress alle bertucce e favorisce la diffusione di malattie.

## Ambiente

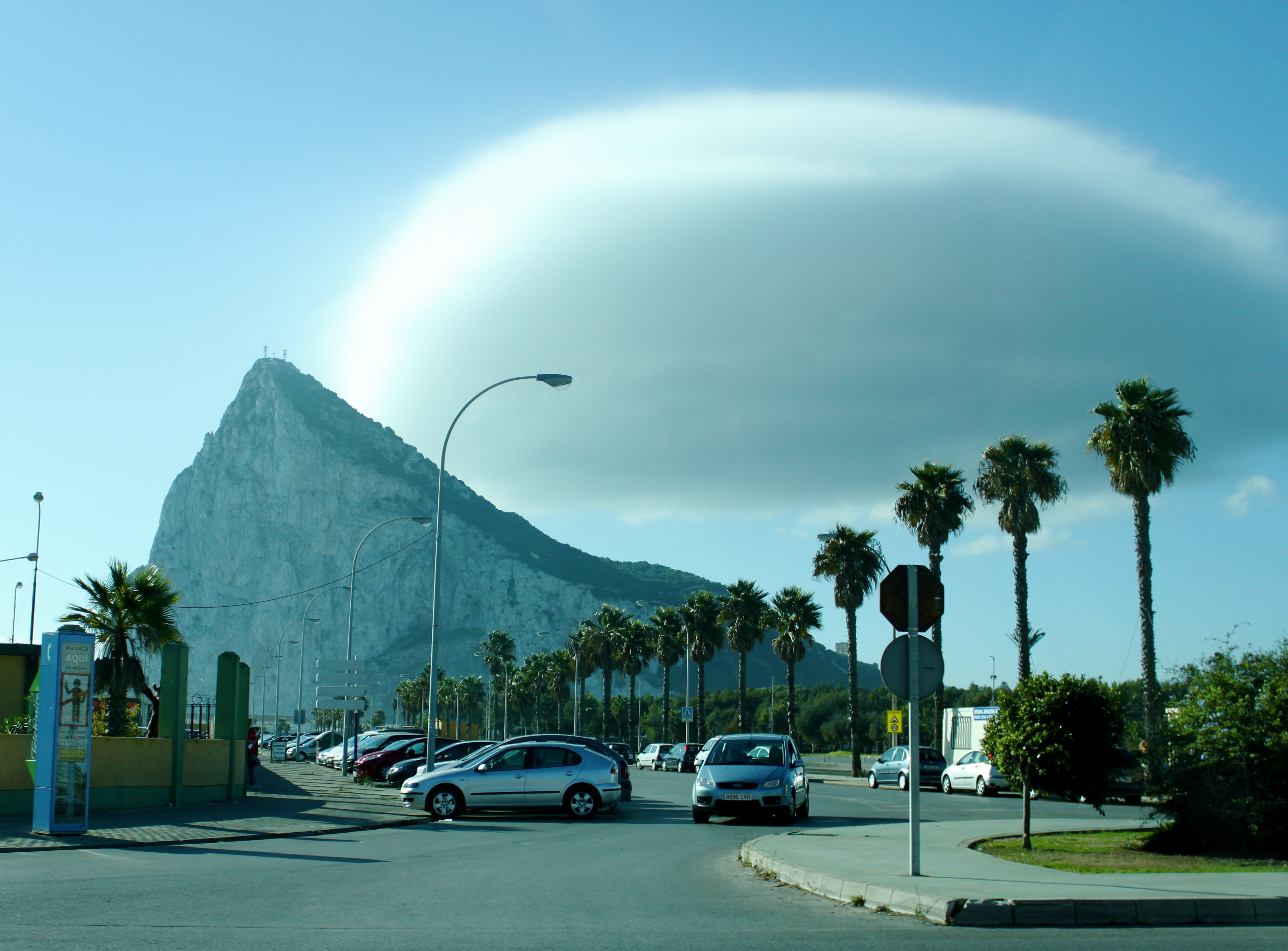
La Rocca di Gibilterra (2010).

Nel maggio 2016 un rapporto dell'Organizzazione mondiale della sanità ha mostrato che Gibilterra aveva la peggiore qualità dell'aria in qualsiasi territorio britannico. Il rapporto si è concentrato sugli inquinanti PM10 e PM2,5 nell'aria.

## Società

### Evoluzione demografica

#### Genovesi di Gibilterra
Sopravvivono molte tracce evidenti di una comunità genovese che si insediò a Gibilterra nel XVI secolo e che ancora ai primi del Settecento componeva quasi la metà della popolazione.

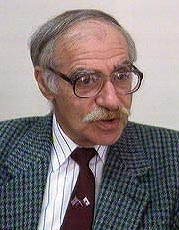
Joe Bossano, primo ministro di Gibilterra dal 1988 al 1996, ha una lontana origine ligure.

Questi genovesi si dedicarono ad attività commerciali, ma vi era anche un gruppo che abitava a La Caleta, dove era la maggioranza della popolazione, e che praticava attività di pesca d'alto mare.
Nel censimento del 1753 i genovesi erano il gruppo più grande della popolazione civile di Gibilterra e fino al 1830 l'italiano fu usato (assieme all'inglese e spagnolo) nei manifesti ufficiali della colonia inglese.
Il ligure era parlato da alcuni anziani fino al primo decennio del Novecento a La Caleta, un villaggio vicino a "Catalan Bay" nella parte nord-orientale del promontorio di Gibilterra.
La popolazione di Gibilterra con cognomi liguri raggiunge il 20% del totale: Joe Bossano (primo ministro di Gibilterra per dodici anni), Adolfo Canepa (anche lui primo ministro nel 1987) e Kaiane Aldorino (Miss Mondo 2009) ne sono i più noti rappresentanti.
La fiducia riposta dagli inglesi in questa comunità è testimoniata dalla costituzione della Guardia Genovese, un corpo di armati che svolgeva parte dei compiti di difesa della colonia.
Inoltre va risaltato che il dialetto locale di Gibilterra, detto "llanito", ha anche molte influenze dal ligure e vi sono studiosi come Edward Archer che affermano che probabilmente deriva dal nome Gianni (da cui: piccolo Gianni o "iannito") comune tra i liguri di Gibilterra.

### Religioni
Gibilterra è sede della diocesi cattolica di Gibilterra. Nel 2019 contava 25 000 battezzati su 33 000 abitanti pari al 75,8% della popolazione.
A Gibilterra c'è, inoltre, la sede della Diocesi anglicana di Gibilterra in Europa, che ha giurisdizione su tutti gli anglicani presenti in Europa (eccetto Regno Unito e Irlanda), nei territori ex-sovietici, in Marocco e in Turchia.

### Lingue e dialetti
La lingua ufficiale è l'inglese. I gibilterrini usano come comune linguaggio locale lo Llanito (pronuncia "Yanito"), un miscuglio di dialetti andalusi e inglese con molte influenze linguistiche recate dal ligure. Anche lo spagnolo è molto usato anche se gli abitanti a volte sono restii a esprimersi in tale idioma benché sia di uso pressoché corrente quasi ovunque. L'arabo è parlato dal 7% degli abitanti di origine soprattutto marocchina (quasi mille abitanti nel 2001).
| %      | Ripartizione linguistica (gruppi principali) |
| ------ | -------------------------------------------- |
| 1,62%  | madrelingua araba                            |
| 92,23% | madrelingua inglese                          |
| 2,10%  | madrelingua spagnola                         |

| %      | Ripartizione linguistica (gruppi principali) |
| ------ | -------------------------------------------- |
| 3,50%  | madrelingua araba                            |
| 92,77% | madrelingua inglese                          |
| 1,19%  | madrelingua spagnola                         |

## Ordinamento

### Suddivisione amministrativa
Gibilterra non ha suddivisioni amministrative ma è divisa in aree residenziali che sono (censimento 2001):
|    | Area residenziale              | Popolazione | % sul totale |
| -- | ------------------------------ | ----------- | ------------ |
| 1. | East Side                      | 429         | 1,54%        |
| 2. | North District                 | 4 116       | 14,97%       |
| 3. | Reclamation Areas              | 9 599       | 34,91%       |
| 4. | Sandpits Area                  | 2 207       | 8,03%        |
| 5. | South District                 | 4 257       | 15,48%       |
| 6. | Town Area                      | 3 588       | 13,05%       |
| 7. | Upper Town                     | 2 805       | 10,20%       |
|    | ab. fuori da area residenziale | 494         | 1,82%        |
|    | Gibilterra                     | 27 495      | 100%         |

### Costituzione
La prima Costituzione di Gibilterra fu approvata nel 1950.

### Università
Gibilterra ha una sua università: l'Università di Gibilterra, formalmente inaugurata il 21 settembre 2015 e sita a Europa Point.

## Economia

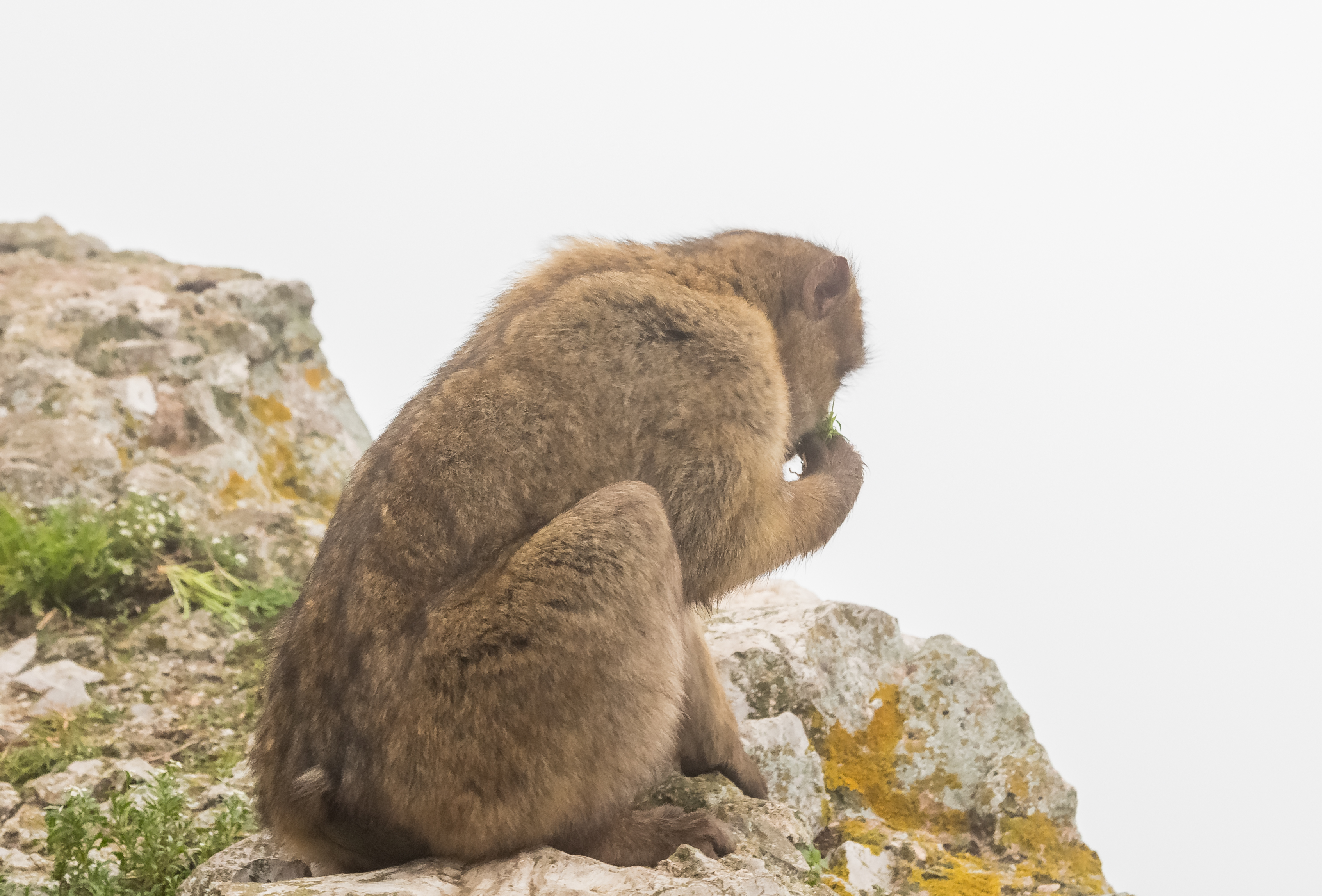
Gibilterra è nota per i suoi macachi in libertà.

Fin dalla riduzione della guarnigione britannica, l'economia si è convertita alla finanza offshore e al turismo. Ci sono più società registrate che abitanti. Il governo spagnolo, come parte della sua campagna per reclamare la Rocca sostiene che le banche di Gibilterra sono usate per l'evasione fiscale e il riciclaggio di denaro. Un'inchiesta del Comitato per gli Affari Esteri della Camera dei Comuni ha trovato queste pretese senza fondamento. Il governo spagnolo inoltre accusa i motoscafisti di Gibilterra di aiutare il contrabbando di tabacco. Comunque, per impedire che questo accada, esiste una legge contro i motoscafi veloci, ed è illegale portarli entro le acque di Gibilterra.
Gibilterra è considerata, comunque, un paradiso fiscale. Il sistema fiscale italiano, col Decreto Ministeriale 4 maggio 1999, l'ha inserita tra gli Stati o territori aventi un regime fiscale privilegiato, nella cosiddetta lista nera, ponendo quindi limitazioni fiscali ai rapporti economico commerciali che si intrattengono tra le aziende italiane e i soggetti ubicati in tale territorio. Ma dal 2016 lo Stato Italiano ha stretto accordi bilaterali sulla trasparenza di informazioni e pertanto è stata rimossa dalla blacklist.
I cittadini di Gibilterra godono di un'elevata qualità della vita, superiore a quella dei loro vicini spagnoli di Campo de Gibraltar e molto più elevato di quello dei loro vicini marocchini. Dalla riapertura delle frontiere nel 1985, molti cittadini di Gibilterra hanno comprato proprietà oltreconfine, specialmente nella vicina città spagnola di La Línea de la Concepción, dove i prezzi sono più bassi; questo anche se il recupero di terreni del 1991 ha ridotto la carenza tradizionalmente cronica di abitazioni sulla Rocca. Altri cittadini, per lo più benestanti, vivono a Sotogrande sulla Costa del Sol, dalla quale fanno i pendolari con Gibilterra.
Le acque di Gibilterra sono anche usate dalle navi per trasferire il petrolio sulle petroliere. Il petrolio spesso arriva dalla Spagna, dalla CEPSA di Algeciras; il trasferimento è giustificato dal fatto che i costi a Gibilterra sono più bassi, a causa delle minori tasse.

## Cultura e monumenti

### Patrimoni dell'umanità
Il complesso della Grotta di Gorham (2016) è entrato nella Lista dei patrimoni dell'umanità dell'UNESCO attribuiti al Regno Unito.

### Produzione letteraria
Nel XX secolo si è assistito a una produzione letteraria interessante, di cui uno degli esponenti più autorevoli fu Héctor Licudi che nel 1929 scrisse il romanzo Barbarita, una narrazione romanzata delle relazioni fra Gibilterra e Regno Unito.

### Musica
In campo musicale vanno citate note personalità che riguardano anche gruppi musicali, come i Breed 77, gruppo britannico formatosi nel 1996 a Gibilterra, i Taxi e i Melon Diesel.

### Cucina
Le influenze in campo gastronomico di Gibilterra derivano non solo da Spagna e Regno Unito ma anche da Malta, Italia e Portogallo. Fra i piatti tipici il più celebre è il rosto.

### Moda

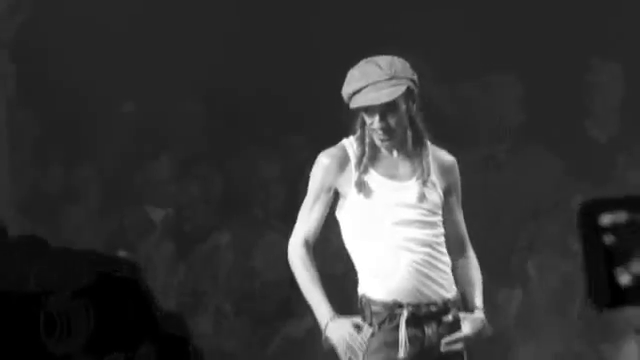
John Galliano durante una sfilata per Christian Dior, nel 2010.

È nato a Gibilterra lo stilista John Galliano, noto principalmente per le collaborazioni con i marchi Christian Dior e Maison Margiela.

### Affermazione a Miss Mondo 2009

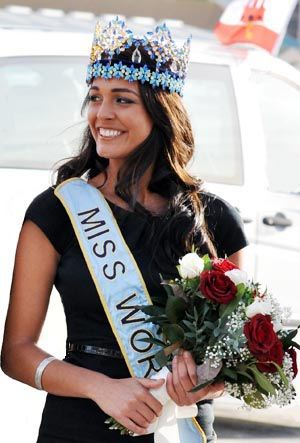
Kaiane Aldorino, modella gibilterriana, eletta Miss Mondo 2009.

Nel 2009 Gibilterra si è affermata in campo internazionale con l'elezione a Miss Mondo 2009 di Kaiane Aldorino, già Miss Gibilterra nello stesso anno.

## Sport

### Calcio

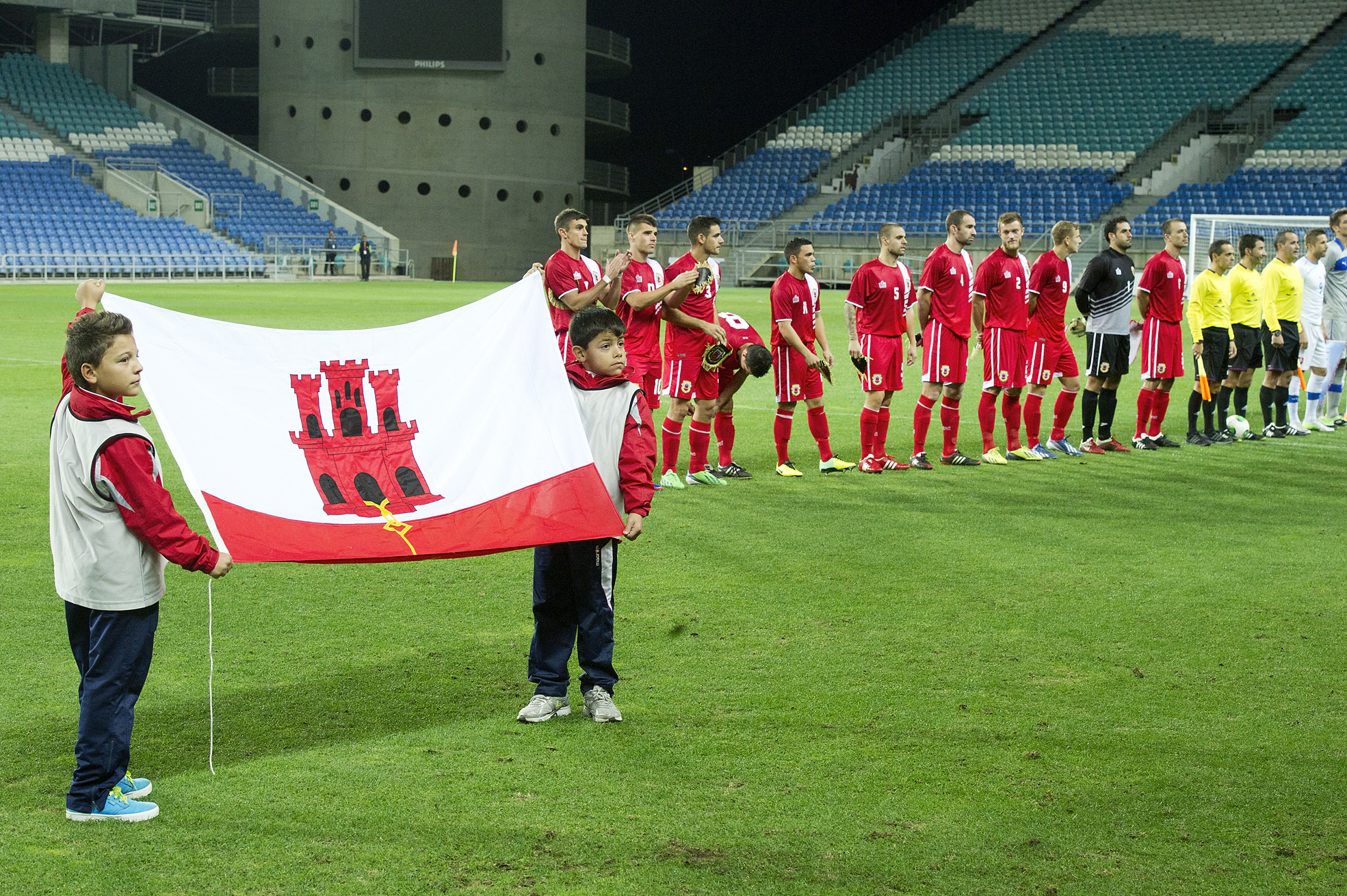
La nazionale di calcio di Gibilterra schierata nella sua prima partita ufficiale contro la Slovacchia nel 2013

Gibilterra ha una propria nazionale di calcio che ha fatto il suo esordio ufficiale il 19 novembre 2013, in un'amichevole contro la Slovacchia finita in parità 0-0. La nazionale ha ottenuto il suo primo successo in gare ufficiali il 14 ottobre 2018, vincendo per 1-0 contro l'Armenia.
A livello di club, la squadra gibilterrina del Lincoln Red Imps ha ottenuto il maggior risultato internazionale qualificandosi nel 2021 per la fase a gironi dell'UEFA Europa Conference League, prima volta nella storia di una squadra gibilterrina.

## Festività nazionali
| Data                    | Nome                   | Significato                                                                |
| ----------------------- | ---------------------- | -------------------------------------------------------------------------- |
| Secondo lunedì di marzo | Commonwealth Day       | Celebrazioni per il Commonwealth                                           |
| 10 settembre            | Gibraltar National Day | A ricordo del referendum sulla sovranità britannica su Gibilterra nel 1967 |

## Monumenti e luoghi d'interesse
- Castello Moresco
- Rocca di Gibilterra
- Chiesa di Sant'Andrea

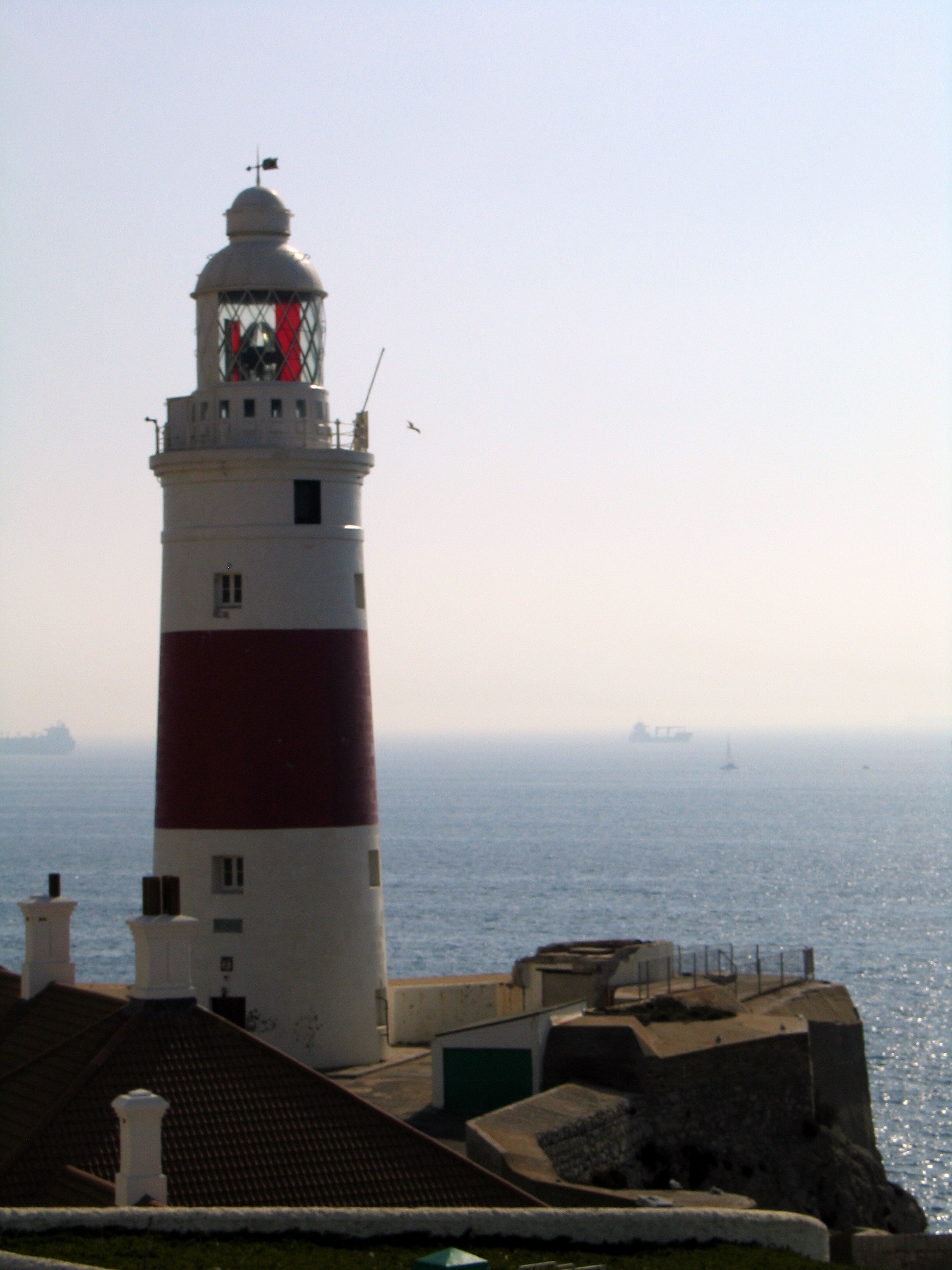
Il faro di Gibilterra.

- The Convent, sede del governatore di Gibilterra
- Cattedrale cattolica di Santa Maria Incoronata
- Cattedrale anglicana della Santa Trinità
- Museo nazionale di Gibilterra
- Trafalgar Cemetery
- Upper Rock Natural Reserve
- Great Siege Tunnels
- Saint Michael's Cave
- Gibraltar City Hall

## Amministrazione

### Gemellaggi
Gibilterra è gemellata con:
- Ballymena
- Goole
- Funchal
- Kingston